# Cardiopharynx
Genre
Le genre Cardiopharynx est monotypique et appartient  à la famille des Cichlidae.

## Liste d'espèces
Selon ITIS:
- Cardiopharynx schoutedeni Poll, 1942